# 비롤 위넬
비롤 위넬(Birol Ünel, 1961년 8월 18일 ~ 2020년 9월 3일)은 독일의 배우이다.
- 《에너미 앳 더 게이트》(2001년) - 정치 지도원 역
- 《아남》(2001년)
- 《미치고 싶을 때》(2004년) - 차히트 역
- 《파리의 지붕 밑》(2006년)
- 《하우스 오브 슬리핑 뷰티스》(2006년) - 헤르 골드 역
- 《트란실바니아》(2006년)
- 《발레리》(2006년)
- 《레전드 인 더 스카이》(2018년) - 이반 역

## 출연 작품
- 레전드 인 더 스카이 (2018)
- 폴링 (2016)
- 나의 산티아고 (2015)
- 비포어 스노우폴 (2013)
- 더 크리켓 (2011)
- 슬립리스 나이트 (2011)
- 소울 키친 (2009)
- 언파리쉬트 (2007)
- 발레리 (2006)
- 트란실바니아 (2006)
- 하우스 오브 슬리핑 뷰티스 (2006)
- 파리의 지붕 밑 (2006)
- 미치고 싶을 때 (2004)
- 아남 (2001)
- 에너미 앳 더 게이트 (2001)
- 7월에 (2000)
- 딜러 (1999)
- 알렉스 행성 (1999)
- 프랑크푸르트의 십자가 (1998)